# Eva Prokopová Kolmanová
Eva Prokopová Kolmanová (vlastním jménem Eva Sedláková, * 23. května 1937 Martin) je akademická malířka, grafička a sochařka.

## Život
V letech 1952–1956 studovala na Výtvarné škole Václava Hollara v Praze. Další studium absolvovala v letech 1956–1962 na Akademii výtvarných umění Praha pod vedením Vladimíra Sychra v ateliéru monumentální malby. V roce 1963 absolvovala čestný rok u Vladimíra Silovského. Na akademii si vzala výtvarníka Zdeňka Prokopa (rozvedli se v roce 1964). Po studiích odjela na studijní pobyt do Bretaně. V roce 1966 měla v Bratislavě první kolektivní výstavu. Následovala výstava v Museum van Reekum v Nizozemsku v roce 1969, ve španělské Barceloně v roce 1971, a další. První samostatnou výstavu uspořádala v roce 1983 ve Valašském Meziřící. Vedle volné malířské tvorby, se zabývala i ilustrací. Tvořila jak díla komorní, tak v rámci zakázek pro architekturu.

## Díla

### Sochy a reliéfy
Sochy a reliéfy tvořila hlavně v rámci programů umění pro architekturu. Jedná se o následující realizace:
- 70. léta – reliéf pro vstup areálu Papírny Štětí,[7][8] beton;[9]

- 1976 – reliéf pro budovu knihovny ve Spolaně, beton, Neratovice;[10]
- 1978 – Ryby, beton, Neratovice (zničeno);[11]
- 1985 – Rostlinná říše země, Kladno.[6][12]

### Obrazy
- Ostrovy – olejomalba na plátně[13]
- Listy – kombinovaná technika na papír[13]
- Lidice II – tempera, 140 x 100 cm, 1972[14]